# Kim Eun-jung (piłkarz)
Kim Eun-jung (kor. 김은중, ur. 8 kwietnia 1979 w Seulu) – południowokoreański piłkarz grający na pozycji napastnika.

## Kariera klubowa
Karierę rozpoczął w 1995 w Dongbuk High School FC, gdzie grał do 1996. W 1997 trafił do Daejeon Citizen. W 2001 wygrał z tym klubem puchar Korei Południowej. W 2003 na zasadzie wypożyczenia przeszedł do Vegalta Sendai. W 2004 trafił do Anyang LG Cheetahs (obecnie FC Seoul). W marcu 2009 wyjechał do Chin i podpisał kontrakt z Changsha Ginde. W 2010 wrócił do Korei Płd. i trafił do Jeju United FC. Został MVP ligi koreańskiej w sezonie 2010. W listopadzie 2011 został zawodnikiem Gangwon FC. W lipcu 2013 został wypożyczony na pół roku do Pohang Steelers. Zdobył z tym klubem mistrzostwo i puchar kraju.
Jest członkiem K-League 50-50 Club (piłkarze, który strzelili ponad 50 goli i zaliczyli ponad 50 asyst w K-League).

## Kariera reprezentacyjna
W barwach reprezentacji Korei Południowej do lat 20 wystąpił na młodzieżowych MŚ w 1999. Jest brązowym medalistą Igrzysk Azjatyckich 2002, na których strzelił 2 gole (w meczu grupowym z Malezją). Był w składzie na Puchar Azji 2004. W reprezentacji Korei Południowej grał w latach 1998–2004.

## Kariera szkoleniowa
W styczniu 2015 został członkiem sztabu szkoleniowego AFC Tubize.

## Osiągnięcia
- Mistrzostwo Korei Południowej: 2013
- Puchar kraju: 2001, 2013